# Halleriaphagus phagolucida
Halleriaphagus phagolucida (лат.) — вид мелких хальцидоидных наездников, единственный в составе рода Halleriaphagus из семейства Ormyridae. Встречается в Африке: ЮАР.

## Этимология
Название рода Halleriaphagus связано с образованием галлов на Halleria lucida и H. elliptica. Оно сочетает названия рода растений-хозяев Halleria с латинским словом phagus, означающим «поедать», происходящим от древнегреческого -φάγος (-phágos), латинизированного в слово phagus. Также и видовое название H. phagolucida происходит от сочетания эпитета вида растения-хозяина lucida с латинским словом phagus, означающим «поедать».

## Описание
Длина около 3 мм. Тело тёмно-зелёное с желтовато-коричневыми ногами; глаза и оцеллии розово-белые; волоски белые. Усики состоят из 12 флагелломеров. Наличник узкий, в высоту столько же, сколько в ширину; край наличника сильно выдаётся, двулопастный с сильными волосками; наличник охвачен широкой, треугольной, вогнутой областью, медиальная высота которой составляет треть его ширины, с дорсальной треугольной вершиной, простирающейся как медиальная линейная область меньшей скульптуры до впадины, окружающей усиковые торулы. Антеннальная формула 11264; сенсиллы многопоровой пластинки крупные, в один-два ряда на каждом членике жгутика; затылочный киль присутствует дорсально, плавно изогнут; постгенальная пластинка присутствует. Коготок лапок с большим базальным выступом, который расщеплён. В переднем крыле стигмальная жилка под углом под углом около 80 градусов к постмаргинальной жилке, булавовидная, по длине равна постмаргинальной жилке и вдвое короче маргинальной.

## Биология
Halleriaphagus phagolucida был выведен из листовых галлов, образующихся на растениях Halleria lucida и Halleria elliptica из семейства стильбовые (Stilbaceae).

## Таксономия
Вид был впервые описан в 2024 году, выделен в отдельный род Halleriaphagus van Noort and Burks, 2024 из подсемейства Asparagobiinae (Ormyridae). Близок к роду Asparagobius, от которого отличается формулой усиков и жилкованием.